# Pinillos (Kolumbien)
Pinillos ist eine Gemeinde (municipio) im Departamento Bolívar im Norden von Kolumbien.

## Geographie
Pinillos liegt im Süden von Bolívar in der Subregion Mojana Bolivarense und hat eine Durchschnittstemperatur von 28 bis 29 °C. Der Ortskern liegt zwei Kilometer von der Mündung des Río Cauca in den Río Magdalena entfernt. Pinillos befindet sich auf der Insel Santa Bárbara. An die Gemeinde grenzen im Norden Mompós, San Fernando, Hatillo de Loba und Margarita, im Süden Tiquisio und Achí, im Osten Altos del Rosario und Barranco de Loba und im Westen Magangué.

## Bevölkerung
Die Gemeinde Pinillos hat 25.964 Einwohner, von denen nur 2810 im städtischen Teil (cabecera municipal) der Gemeinde leben (Stand 2019).

## Geschichte
Auf dem Gebiet des heutigen Pinillos lebte bei der Ankunft der Spanier das indigene Volk der Malibúes, das während der Konquista und Kolonialzeit komplett ausgerottet wurde. Die ersten spanischen Siedlungen entstanden ab etwa 1714 unter den Namen Guadua Vieja und Las Playas de Pueblo Nuevo. Die Region erhielt 1848 mit dem Hauptort Pinillos den Status einer Gemeinde.

## Wirtschaft und Infrastruktur
Die wichtigsten Wirtschaftszweige von Pinillos sind Rinderproduktion und Landwirtschaft. Die Gemeinde Pinillos verfügt über keine asphaltierten Straßen. Die Fortbewegung erfolgt größtenteils über die vielen Wasserflächen.

## Söhne und Töchter
- Armando Larios Jiménez (1951–2021), römisch-katholischer Bischof von Riohacha